# П'ятигорськ

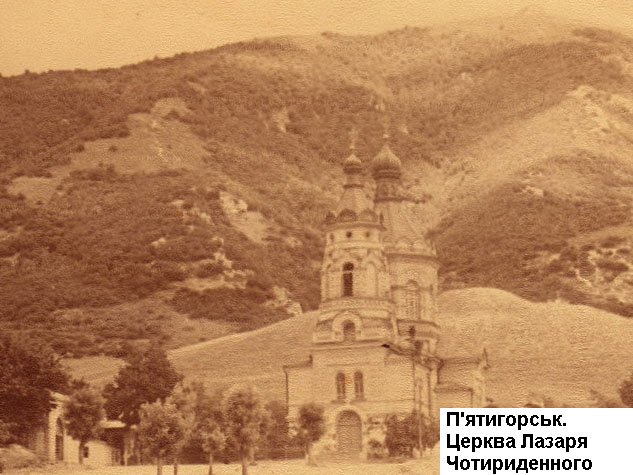
Церква Лазаря Чотириденного. П'ятигорськ, фото 1958 року.

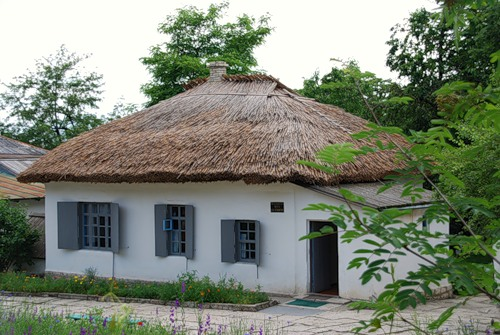
Будинок Лєрмонтова — тут він прожив останні 2 місяці життя. Типова українська хатня архітектура

П'ятиго́рськ (П'ятигірськ, рос. Пятигорск) — місто крайового підпорядкування в Ставропольському краї, Росія, на Терщині, розташоване біля підніжжя Кавказьких гір (Північний Кавказ), на берегах річки Підкумок. З 2010 також є адміністративним центром Північно-Кавказького федерального округу.

## Історія
Засноване 1780 року, у тому числі вихідцями з України.
Населення — 139 700 мешканців (2005), з передмістями — 191,5 тис.
Площа міськради — 97 км². До складу міськради входять робітничі селища Свободи і Горячеводськ, а також 5 сільських населених пунктів
П'ятигорськ є найбільшим містом-курортом і одним із центрів поліцентричної агломерації КавМінВоди, населення якої 670 тис. мешканців (2005). Із групи курортів КавМінВоди П'ятигорськ має найрізноманітніші природні лікувальні ресурси. Тут є понад 40 мінеральних джерел, різних за температурою і хімічним складом води. Із розташованого поблизу Тамбуканського озера видобувають сульфідну мулову грязь. Сприятливі кліматичні умови, які складаються влітку і на початку осені, дозволяють використовувати їх для кліматотерапії. Проте з усіх лікувальних факторів П'ятигорська найбільше значення мають його мінеральні джерела, історія відкриття, вивчення і використання яких нерозривно пов'язана з історією становлення курорту.
17 травня 1894 року відкрита залізнична станція П'ятигорськ. Саме в цей день розпочато регулярний рух поїздів на дільниці Мінеральні Води — Кисловодськ.
У П'ятигорську діє вузькоколійний трамвай (у Росії такі трамваї є тільки у П'ятигорську та Калінінграді).
Місто розташоване переважно на правому березі річки Підкумок. Висота над рівнем моря становить близько 600 метрів. Найвища точка в околицях міста — вершина гори Бештау — 1401 м. Також у нинішніх межах міста розташовані вершини гір   (та гірка-відріг  ),  ,  , Козачка, Дубровка та ін.
Бальнеологічний курорт з радіоактивними мінеральними джерелами. Харчова, швейна та взуттєва промисловість. Є лінгвістичний, Фармацевтичний та Політехнічний інститути (останній — нині у складі Північно-Кавказького федерального університету), а також низка новостворених філій ВНЗ центральної Росії; краєзнавчий музей, будинок-музей Михайла Лермонтова.

## Культура
П'ятигорський краєзнавчий музей заснований у 1903 році є одним з найстаріших музейних закладів не тільки на Ставропіллі, а і всьому Північному Кавказі.

## Міста-побратими
- Дубук, Айова, США
- Кочі, Індія
- Панагюриште, Болгарія
- Трикала, Греція
- Хевіз, Угорщина
- Шверте, Німеччина

## Уродженці
- Довженко Ірина Павлівна — український скульптор.
- Лукаш Ольга Іванівна — український історик.
- Підгорний Сергій Миколайович — український письменник-фантаст.
- Прихотько Антоніна Федорівна — український радянський фізик.
- Прихотько Геннадій Федорович — український радянський метеоролог.
- Терновий Борис Якович (1913—1956) — радянський військовий
- Хугаєва Валерія В'ячеславівна (* 1927) — радянська та російська акторка
- Самонов Анатолій Васильович (* 1931) — російський композитор, піаніст.
- Жилін Віктор Сергійович (1923—2002) — російський та український кінорежисер.